# La porta del cielo
La porta del cielo è un film del 1945 diretto da Vittorio De Sica, che racconta del viaggio in treno di un gruppo di pellegrini verso il Santuario della Madonna di Loreto, dove sperano di ricevere un miracolo.

## Ideazione e lavorazione

Maria Mercader in una scena del film

«Una notizia per i pessimisti: il 20 ottobre avranno inizio le riprese del film "La casa dell'angelo" sotto gli auspici del CCC, Centro Cattolico Cinematografico, tratto da una vicenda di Piero Bargellini, verrà realizzato sullo sfondo del grande santuario di Loreto». Questo il breve annuncio della pellicola, che cambiò titolo divenendo La porta del cielo, dove ancora non compariva il nome del regista. Fu Vittorio De Sica, già nella lista dei cineasti che avrebbero dovuto rinvigorire il regime fascista di Salò girando film di propaganda a Venezia, ad inventarsi di dover rimanere a Roma poiché era stato scritturato per girare il film che aveva tra gli interpreti María Mercader. «Fu proprio lei - legata a De Sica e da lui poi sposata in seconde nozze - ad imporre al produttore esecutivo Salvo D'Angelo il nome dell'amante come regista.» e ad ottenere dal responsabile del progetto, il sostituto Giovan Battista Montini, che fosse veramente scritturato come regista De Sica che a sua volta volle che lo sceneggiatore fosse Cesare Zavattini.
De Sica dovette poi faticare per convincere a scrivere una sceneggiatura su un miracolo il miscredente Zavattini che alla fine accettò ed anzi scriveva a Valentino Bompiani nel Natale 1943:  «Sto ultimando la sceneggiatura di quel film su Loreto. Ci lavoro con molto scrupolo; anche De Sica l'ha presa profondamente sul serio, quindi crediamo che, pur essendo a rime obbligate e per tante ragioni obbligatissime, verrà fuori una buona cosa».
La lavorazione del film, girato dopo l'armistizio dell'8 settembre 1943, nel periodo in cui le truppe tedesche occupavano la città di Roma, con mezzi spesso improvvisati e con capitali provenienti da ambienti cattolici, si protrasse intenzionalmente per oltre un anno per permettere alla troupe - attori e tecnici - di non doversi trasferire a Venezia dove il regime di Salò voleva creare una nuova città del cinema e che prometteva alle comparse un tetto e un pasto caldo assicurati.
Il film girato all'interno della Basilica extraterritoriale di San Paolo fuori le Mura, dove fu ricostruito anche il Santuario di Loreto, servì anche per nascondere ebrei e perseguitati politici che vi avevano trovato rifugio dalle retate dei tedeschi e dei fascisti. I membri della troupe, «ottocento tra comparse e tecnici vari», («Li avevo chiusi a chiave - racconta De Sica - altrimenti qualcuno scappava». E ride come di uno scherzo riuscito. [...]) abusarono dell'ospitalità loro offerta bivaccando, cucinando, fumando e amoreggiando dove capitava, con scandalo dei monaci.
Al termine delle riprese «tutti lasciarono la basilica (in pietose condizioni), e furono poi impediti a rientrarvi da monaci e guardie palatine a conoscenza dei loro "scempi". Alla felicità del momento si aggiunse per De Sica il dispiacere di non poter stringere la mano agli ecclesiastici che l'avevano aiutato (tra di loro monsignor Montini, che fu anche fotografato durante un sopralluogo). Dopo di allora il Vicariato vietò nelle chiese qualsiasi ripresa per il cinema» con l'unica eccezione per Roberto Rossellini per Roma città aperta.
Il film venne presentato nelle sale nel novembre del 1944 ma, racconta De Sica, «più tardi accadde qualcosa che mi procurò un diverso dispiacere: il film sparì dalla circolazione. Certo non era ortodosso, il miracolo invocato dai malati non avveniva, subentrava in loro rassegnazione, questo era per me il vero miracolo; perciò forse lo stesso CCC che l'aveva commissionato, scontento, si adoperò per toglierlo di mezzo».

## La critica
«Ideato e girato durante l'occupazione tedesca di Roma, il film è tutto illuminato da un senso religioso dell'amore dolore... ricco di sequenze di nobile sensibilità cinematografica, degne di un regista intelligente come Vittorio De Sica.»
«...De Sica sa portare nelle sue opere quel tanto di vivo e di osservato, che fa la loro fortuna. Era facilissimo sbagliare questo film trincerandosi dietro la nobiltà dell'assunto: De Sica non l'ha fatto perché è riuscito a rimanere se stesso.» I personaggi sono rappresentati «con occhio sensibile e ... fanno la grazia del film, dando verità all'azione, impedendo il fiorire della retorica.»

## Home video
Mai pubblicato su VHS, anche non si escludono trasmissioni televisive, il film è stato pubblicato nell'aprile 2025 su DVD Mustang a distanza di 80 anni dalla sua prima e unica uscita ufficiale.